# Vojtěch Preissig
Vojtěch Preissig, né le 31 juillet 1873 à Světec (royaume de Bohême, Empire austro-hongrois) et mort le 11 juin 1944 au camp de concentration de Dachau (Reich allemand), est un designer, typographe, graveur et enseignant tchécoslovaque.

## Biographie
Né d'un père ingénieur des mines, Vojtěch Preissig entre à l'École des arts appliqués de Prague de 1892 à 1896 dans l'atelier de Friedrich Ohmann (1858-1927), spécialisée dans les arts décoratifs et où il acquiert les bases de la typographie, de la gravure et de la décoration intérieure. Il part pour Paris en 1897, et travaille pour Alphonse Mucha. Durant sa période française, Preissig s'installe au 22 rue Lalande. En 1901, ses gravures sont exposées par l'Association des jeunes artistes tchèques. Il compose le no 100 de L'Assiette au beurre intitulé « Les joies du foyer ». Ses travaux sont influencés par le japonisme et le symbolisme.
Fin 1903, il est de retour à Prague où il ouvre son propre studio deux ans plus tard et fonde le magazine Cesk? grafika consacré aux arts appliqués. En 1906, paraît son importante étude, Color Etchings and Color Engravings, traduite en anglais et publiée à New York, qui lui assure une certaine réputation dans le monde du design. En 1910, il choisit donc de partir aux États-Unis où il demeure jusqu'en 1930. Il est d'abord enseignant à la Art Students League of New York où il développe des techniques de linogravure, puis, après un passage à l'université Columbia, il dirige, de 1916 à 1926, la School of Printing and Graphic Arts, située au sein du Wentworth Institute of Technology de Boston. Durant la guerre, il produit des affiches militantes en faveur de l'engagement des jeunes immigrés tchèques dans l'armée américaine (1917-1918). Il rencontre Tomáš Masaryk lorsque celui-ci, en exil, passe de la Russie aux États-Unis : Preissig l'aide à militer en faveur de l'indépendance de la Tchécoslovaquie. Son art évolue à partir de 1920, passant du style ornemental floral à des motifs géométriques plus abstraits. Preissig expérimente des effets optiques d'une grande modernité. Il est à l'origine de nombreuses polices de caractère, dont la Preissig Antiqua qui fut largement utilisée en Europe.
Il retourne en Europe en 1931 et s'installe en Tchécoslovaquie. La même année, le Salon international du livre d'art de Paris lui rend hommage comme l'un des artistes les plus novateurs en termes d'illustration et de mise en page. Au cours des années 1930, face à la montée du nazisme, il se mobilise pour le maintien de l'unité de son pays, aux côtés de sa fille Irena Bernášková (1904-1942) : tous les deux éditent V boj (Au Combat), un magazine militant interdit par l'armée allemande qui occupe Prague à partir de 1939.

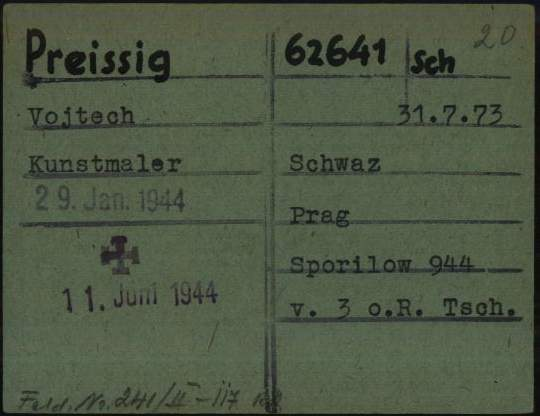
Carte d'enregistrement de Vojtěch Preissig en tant que prisonnier dans le camp de concentration nazi de Dachau

Arrêté comme résistant par la Gestapo, Pressig est déporté au camp de concentration de Dachau où il meurt en 1944.

Œuvres de Vojtěch Preissig
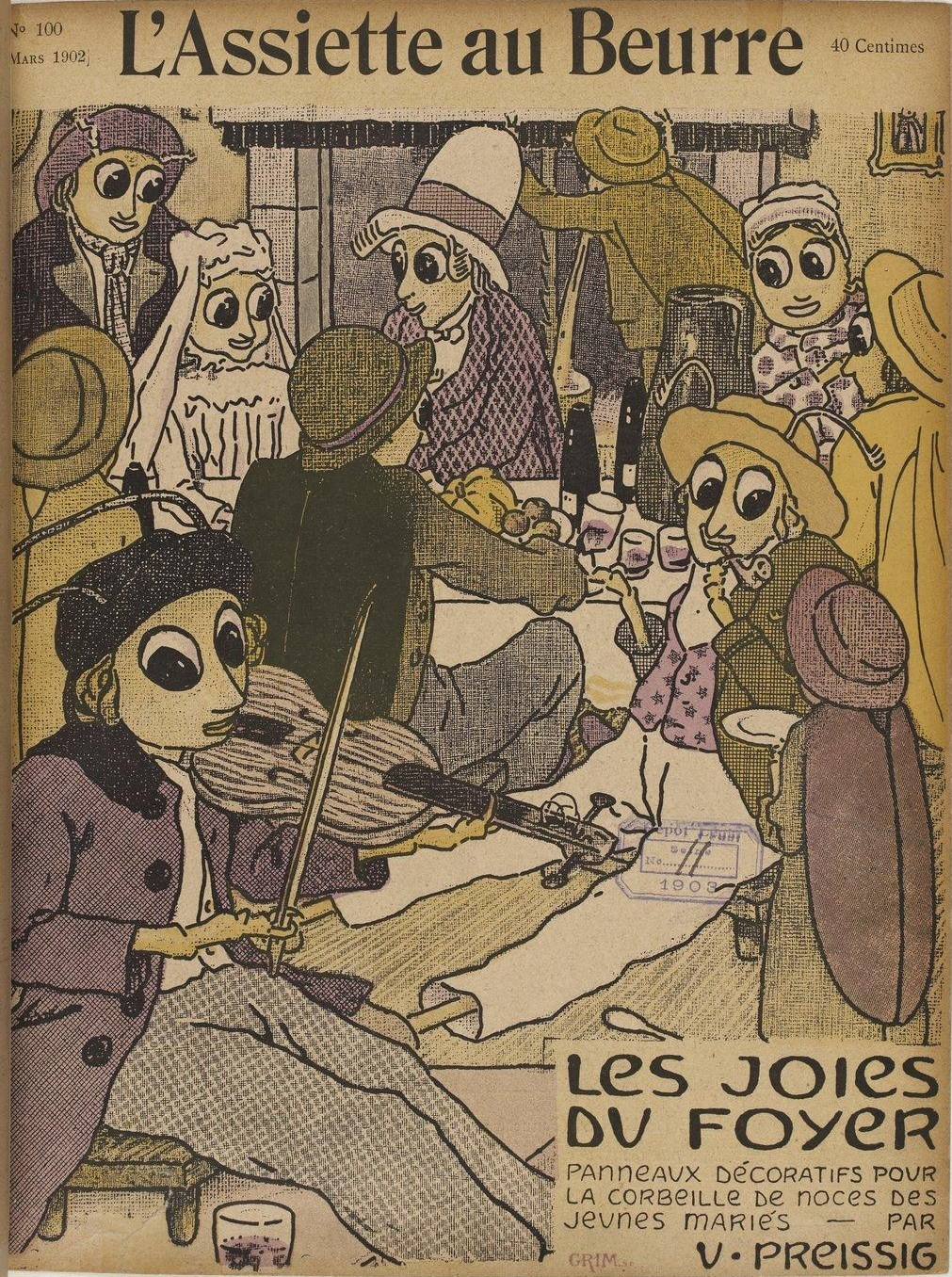
Numéro de L'Assiette au beurre illustré par Preissig (1903).
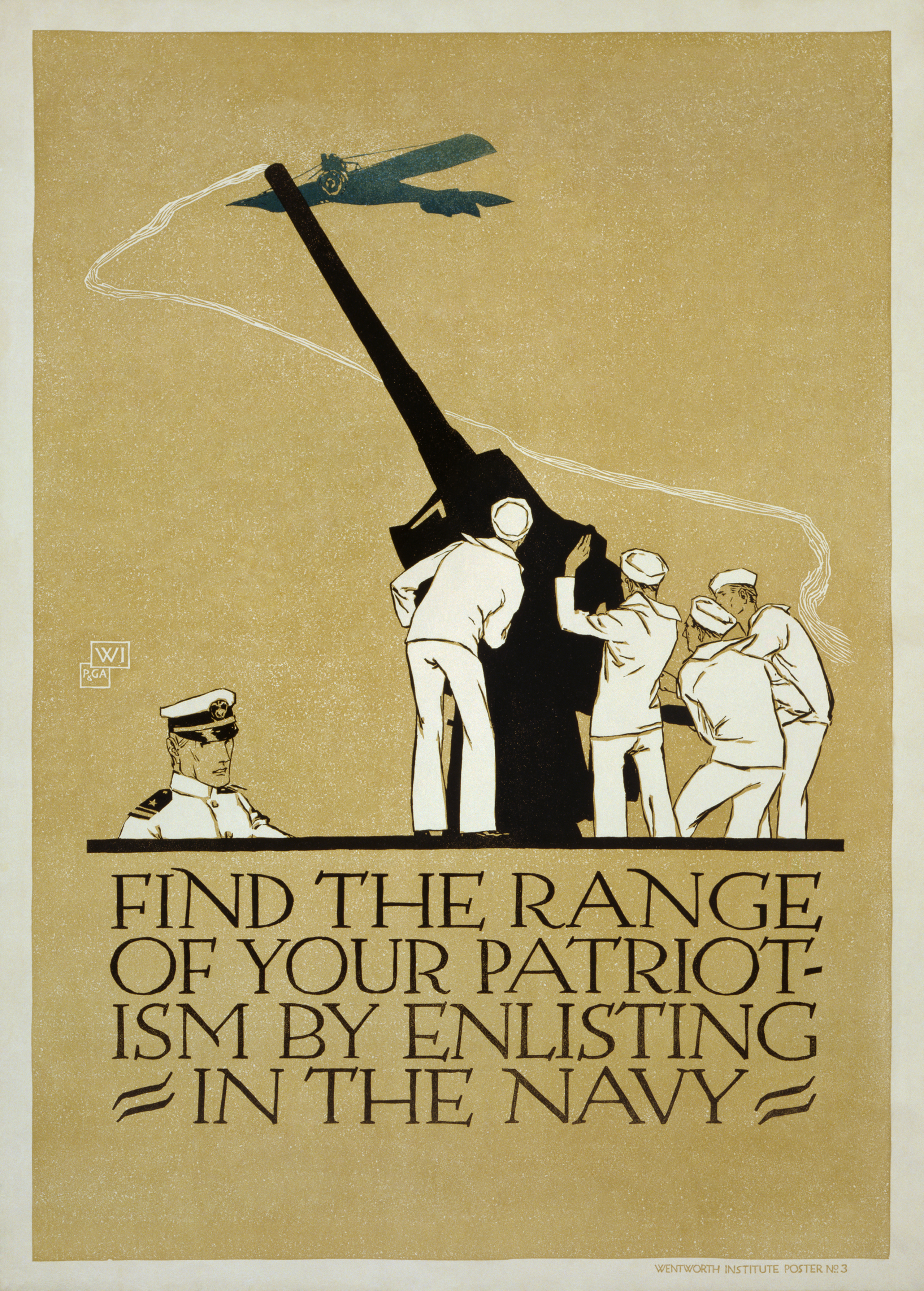
« Éprouvez la portée de votre patriotisme en vous engageant dans la Marine » : affiche de propagande américaine pour la conscription en 1918.